# Tuha (Trienggadeng)
Tuha is een bestuurslaag in het regentschap Pidie Jaya van de provincie Atjeh, Indonesië. Tuha telt 531 inwoners (volkstelling 2010).